# Thrall, Texas
Thrall là một thành phố thuộc quận Williamson, tiểu bang Texas, Hoa Kỳ. Năm 2010, dân số của xã này là 839 người.

## Dân số
- Dân số năm 2000: 710 người.
- Dân số năm 2010: 839 người.